# Major Miklós (polgármester)
Major Miklós (Makó, 1847. december – Makó, 1902. október 3.) polgármester, árvaszéki ülnök.

## Életpályája
Nagyváradon jogot tanult. Kezdetben házitanító, majd Nagykereki jegyző volt. 1886–1895 között Makó polgármestere volt. 1891-ben Reizner Jánost kérte fel a város történetének megírására, amely 1892-ben készült el. 1902. október 3-án öngyilkos lett; kútba ugrott.
1900 óta Makón a Miklós utca viseli nevét.

## Magánélete
Szülei: Major János kisbirtokos és Jankai Mária voltak. Felesége Csillag Mária volt.